# Голоси нашого кварталу (фільм, 1960)
«Голоси нашого кварталу» — радянський художній фільм 1960 року, знятий на кіностудії «Вірменфільм», що розповідає про молодих людей, які стоять на порозі самостійного життя, про дружбу, про любов.

## Сюжет
Сюжет розгортається в одному з кварталів Єревана, в якому проживають молоді люди, що стоять на порозі вибору своєї долі. Тиграну подобається поезія, Арсен не знає, чим скрасити свої будні, а сирота Нуне змушена важко працювати у своїх далеких родичів, які ставляться до неї, як до прислуги. Нуне закохується в сина господаря — Карена, однак згодом розуміє, що хлопець не поділяє глибину її почуттів. Від невзаємного кохання страждає і кочегар Акоп, який таємно закоханий в Ніне. Молодих людей об'єднує невдоволення ставленням родичів до Ніне. Рятуючи дівчину від рук господарів, кожен з них знаходить своє покликання.

## У ролях
- Павло Арсенов — Акоп
- Фелікс Макарян — Карен
- Едвард Єсаян — Тигран
- Л. Осипова — епізод
- Кіма Мамедова — Анаїт
- Костянтин Адамов — Арам
- Гурген Ген — Гурген Григорович
- Володимир Землянікін — Арсен
- Грачья Нерсесян — громадянин
- Арман Котикян — кравець
- Тинатін Бєлоусова — Нуне
- Ерванд Казанчян — Заре
- Е. Тироян — Гоар
- Г. Галустян — Люсік
- Л. Мнацаканян — Гриша

## Знімальна група
- Режисери — Юрій Єрзинкян, Єрванд Цатурян
- Сценарист — Перч Зейтунцян
- Оператор — Карен Месян
- Композитор — Лазар Сар'ян
- Художник — Петро Бейтнер